# Сунь Буэр
Сунь Буэр (кит. 孙不二, даосское имя Сунь Цинцзин кит. 孙 清靜散人, имя при рождении Фучунь (富春), 1119—1182) — основательница подшколы Циньцзинпай (Школа Ясности и Покоя) в даосской школе Цюаньчжэнь, входит в Семь Совершенных Людей — семь учеников Ван Чунъяна. Жила в китайской провинции Шаньдун. Описывается как красивая, умная и образованная женщина, родившая трёх детей, мужем её был Ма Юй, тоже ученик Ван Чунъяна. Вступив на путь Дао в возрасте 51 год, она временно разлучилась с мужем и нищенствовала в столице, городе Лоян. Она провела там 12 лет, где практиковала медитации, а потом обрела бессмертие в пещере Фэнсянгу. У неё было семь учеников, которые образовали школу Циньцзинпай. Она написала много поэм.

## Ранняя биография
Сунь Буэр родилась в округе Нинхай провинции Шаньдун в 1119 году (Династия Цзинь (1115—1234)). С её рождением связан чудесный сон ей матери, которая увидела семь журавлей, прилетевших в её двор, шесть из которых улетели, а седьмоё вошёл в её тело через грудь. Журавль в Китае — символ бессмертия и долголетия, а семь реализовалось потом как Семь Совершенных Людей. Таким образом её мать уже почувствовала особое предназначение своей дочери.
Ещё в раннем возрастеСунь Буэр продемонстрировала способности даосских святых. Она была очень умной и талантливой, любила даосские песнопения и поэмы, занималась каллиграфией и посвятила себя даосским ритуалам и практике. Ей отец Сунь Чжунцзин был учёным и дал её образование. Мужем её стал Ма Юй, у них появилось трое детей. До 1167 года они жили спокойной жизнью в собственном доме, пока не появился даос Ван Чунъян, и их жизнь изменилась.

## ШколаЦюаньчжэнь
Ван Чунъян (1112—1170) после 100-дневного отшельничества создал школу Совершенной Подлинности Цюаньчжэнь. С двумя учениками он пришёл в богатый дом, где жили Ма Юй и Сунь Буэр. Ей муж Ма Юй стал учеником. Приход даоса привёл к разладу между супругами, Сунь Буэр особенно рассердилась на мужа, когда он решил предпринять также 100-дневное отшельничество. Сунь Буэр была уверена что муж умрёт не выдержав голодания. Однако муж выдержал испытания и встал на путь бессмертных. Тогда Сунь Буэр тоже почувствовала своё предназначение. Она решила теперь дать мужу свободу и покинула семью, что вступало в противоречие с её долгом жены. После занятий даосскими практиками она стала одной из Семи Совершенных Людей.

## Жизнь в группе Семи Совершенных Людей
Ма Юй предлагал Сунь Буэр десять раз принять Дао. Наконец, войдя в группу, она приняла своё даосское имя Буэр (не-двойственность). Она стала монахиней Совершенной Подлинности и обитательницей Павильона Золотого Лотоса, получив титул Хранительницей Ясности и Покоя. Теперь она смогла принимать участие в высших церемониях, в частности в действиях экзорцизма и обретении магических сил.
По дороге на запад она преодолевала ненастье, морозы и болота. Она стала практиковать трактат Цаньтунци, по которому научилась возвратной системе дыхания. В результате она запустила внутренние алхимические процессы в своём теле, давая возможность энергии ци циркулировать по трём пустотам — «киноварным полям» в животе, сердце и голове. Таким образом она полностью реализовала Дао.
Далее Сунь Буэр переместилась в столице — Лоян, где обрела учеников. Она поселилась в резиденции Фэньсяньгу-дун (Пещера бессмертной госпожи Фэн). Там она приняла женскую даосскую традицию и стала известной своим искусством магии и экзорцизма.
Сунь Буэр в течение шестидесяти лет после смерти не появлялась в списке Семи бессмертных. Потом она получила титул "Совершенная в Ясности и Покое и Глубоко Успешная в Дэ ".

## Отказ от светской жизни
Странствуя он родной провинции Шаньдун в Лоян, Сунь Буэр обезобразила себя кипящим маслом чтобы утратить красоту лица. Это она сделала чтобы не быть опознанной и не вызывать интереса других, а также мужчин. Она считала что таким образом она может полностью посвятить себя Дао и устранить препятствия.

## Роль женщины в даосизме
В традиции Цюаньчжэнь Сунь Буэр считается образцом женщины в даосизме и почитается как матриарх. Женщины в этой школе изучают её работы и особенности алхимических процессов в женском организме. Она также олицетворяет принципы женского аскетизма в даосизме.

## Реализация
Сунь Буэр написала 14 поэм, посвящённых различным аспектам даосской алхимии. В этих поэтах описывались практические пути алхимии для женщин. В поэмах объяснялись потоки энергии ци и её связь с процессами Вселенной, и человеческие препятствия, связанные с чувственным. Путь совершенствования предполагал специальные медитации по достижению Дао, дыхательные упражнения, возврат потоков энергии Ци и остановку менструального цикла.
Поэмы Сунь Буэр отражают определённые аспекты даосской духовности: прослеживаются ритмы перемен в человеческом теле в зависимости от природных процессов и смены времён года, говорится о необходимости следования естественному.

## Поздняя жизнь
Согласно жизнеописаниям, её смерть сопровождалась чудесными знамениями. Сунь Буэр умерла в 1182 году, точно указав время своего ухода. Перед смертью она предстала перед учениками в новой одежде и прочла поэмы, и обрела контролю над своим телом и жизнью. Она вернулась в мир даосских бессмертных, став частью вечного Дао.

Сунь Буэр оставила после себя несколько сочинений, при этом сохранились два трактата:
- Секретная книга Внутренней Киновари, переданная бессмертной Сунь Буэр «Secret Book on the Inner Elixir as Transmitted by the Immortal Sun Bu’er» (Sun Bu’er yuanjun chuanshu dandoao mishu)
- Изречения бессмертной Сунь Буэр «Model Sayings of the Primordial Immortal Sun Bu’er» (Sun Bu’er yuanjun fayu)